# Южен казуар
Южният казуар (Casuarius casuarius) е вид птица от семейство Казуарови (Casuariidae). Видът е световно застрашен, със статут Уязвим.
Южният казуар е една от най-праисторически изглеждащите и внушителни птици на Земята, често наричан „съвременен динозавър“. Той е втората по тегло нелетяща птица в света след щрауса и може да достигне до 1,7 метра височина. Отличава се с масивно тяло, ярко оцветена гола глава и врат в нюанси на синьо и червено, както и с черни, груби пера, наподобяващи козина, които го защитават при движение през гъста растителност.
Казуарът е известен с мощните си крака, които завършват с три пръста, като вътрешният носи дълъг, остър нокът (до 12 см), способен да нанася тежки наранявания. Благодарение на силната си мускулатура, птицата е изключително опасна и може да се защитава ефективно от хищници с ритници. Поради това често е определяна като най-опасната птица в света.
На главата си казуарът носи рогоподобен костен израстък – шлем, чиято функция все още се изследва. Според някои учени той служи за терморегулация и улесняване на комуникацията чрез насочване и усилване на нискочестотни звуци. Под клюна си птицата има и висяща, ярко оцветена кожна торбичка, за която се предполага, че служи за предаване на социални сигнали, като например демонстрация на агресия.
Казуарите съществуват от десетки милиони години и са едни от последните живи представители на група птици с дълга еволюционна история. Единственият им реален враг днес остава човекът.

## Разпространение и местообитание
Разпространен е в Австралия, Индонезия и Папуа Нова Гвинея.